# Baskervilla venezuelana
Baskervilla venezuelana är en orkidéart som beskrevs av Leslie Andrew Garay och Galfrid Clement Keyworth Dunsterville. Baskervilla venezuelana ingår i släktet Baskervilla och familjen orkidéer. Inga underarter finns listade i Catalogue of Life.